# Estación Coahuila
Estación Coahuila är en ort i Mexiko.   Den ligger i kommunen Mexicali och delstaten Baja California, i den nordvästra delen av landet, 2 100 km nordväst om huvudstaden Mexico City. Estación Coahuila ligger 12 meter över havet och antalet invånare är 7 596.
Terrängen runt Estación Coahuila är mycket platt. Runt Estación Coahuila är det glesbefolkat, med 19 invånare per kvadratkilometer. Närmaste större samhälle är Guadalupe Victoria, 14,6 km nordväst om Estación Coahuila. Trakten runt Estación Coahuila består till största delen av jordbruksmark.